# Plocamaphis gyirongensis
Plocamaphis gyirongensis är en insektsart. Plocamaphis gyirongensis ingår i släktet Plocamaphis och familjen långrörsbladlöss. Inga underarter finns listade i Catalogue of Life.